# Veronica Constantinescu
Veronica Constantinescu (n. 25 ianuarie 1912 Trușești, județul Botoșani – d. 16 mai 2004) a fost o pictoriță română.

## Date biografice
Veronica Constantinescu a absolvit Academia de Arte Frumoase din Iași în 1936. În timpul studenției participă cu lucrări la o expoziție a studenților și pictează decorurile pentru un spectacol de teatru cu tematică religioasă. Printre profesorii Academiei de Arte Frumoase din Iași se numărau la aceea vreme Petru Remus Troteanu, Ștefan Dimitrescu, Nicolae Tonitza, Octav Bancilă. În 1939 a pictat cu Profesorul său Petru Remus Troteanu Biserica lui Mihai Eminescu de la Ipotești, județul Botoșani.
După absolvire a funcționat o vreme ca profesoară de desen la un liceu industrial din Iași. În 1940 a organizat o școală de pictură pentru călugărițele de la Mănăstirea Văratec. Acolo s-a călugărit în același an, iar începând din 1950 a fost numită stareța Mănăstirii Agapia și directoare a primului Seminar de Maici din România de la aceeași mănăstire.
A fost stareța Mănăstirii Agapia între anii 1950-1960. În anul 1960 a fost îndepărtată din stăreție și din mănăstire în urma măsurilor ce vizau scoaterea din rândul clerului a persoanelor indezirabile.
S-a stabilit la Târgu Neamț și ulterior la Humulești, Neamț, unde a continuat să picteze, abordând cele mai variate teme: peisaje, naturi statice, flori, portrete. A pictat biserica din Humulești cu ocazia renovării acesteia în anii 1960, și a executat picturi religioase pe lemn  (icoane, cruci) sau renovări ale picturii murale la diferite biserici.
S-a stins din viață la 16 mai 2004, fiind înmormântată în cimitirul Mănăstirii Agapia.

Maica Veronica Constantinescu